# Clorite
As clorites (do grego chloros, que significa "verde", em alusão à sua cor), constituem um grupo de minerais filossilicatos. Podem ser descritas pelos seguintes quatro extremos baseados na sua química através da substituição dos seguintes quatro elementos na estrutura cristalina: Mg, Fe, Ni e Mn.
- Clinocloro: (Mg5Al)(AlSi3)O10(OH)8
- Chamosite: (Fe5Al)(AlSi3)O10(OH)8
- Nimite: (Ni5Al)(AlSi3)O10(OH)8
- Pennantite: (Mn,Al)6(Si,Al)4O10(OH)8

Além destas, conhecem-se ainda espécies de zinco, lítio e cálcio. A grande variação nas composições resulta em variações consideráveis das propriedades físicas, ópticas e de difracção de raios X. De igual modo, a variação nas composições químicas permite aos minerais do grupo da clorite existirem sob uma grande variedade de condições de pressão e temperatura. Por esta razão, os minerais cloríticos são ubíquos em rochas metamórficas de baixa e média temperatura, algumas rochas ígneas, rochas hidrotermais e sedimentos enterrados a grandes profundidades.

## Estrutura das clorites
A fórmula geral típica é: (Mg,Fe)3(Si,Al)4O10(OH)2·(Mg,Fe)3(OH)6. Esta fórmula enfatiza a estrutura do grupo.
As clorites têm uma estrutura em sanduíche 2:1 (camada sanduíche 2:1 = tetraédrica-octaédrica-tetraédrica = t-o-t...). Ao contrário de outros minerais argilosos, nas clorites o espaço entre as camadas (o espaço entre cada sanduíche 2:1 ocupado por um catião) é composto por (Mg2+, Fe3+)(OH)6. Esta unidade (Mg2+, Fe3+)(OH)6 é geralmente designada como camada tipo brucite, devido à sua grande semelhança com o mineral brucite (Mg(OH)2). Assim, a estrutura da clorite é representada como segue: -t-o-t-brucite-t-o-t-brucite…
Uma classificação mais antiga, dividia as clorites em dois subgrupos: as ortoclorites e as leptoclorites. Estes termos são raramente usados e o prefixo orto- é algo enganador uma vez que o sistema cristalino da clorite é o monoclínico e não o ortorrômbico.

## Ocorrência
A clorite é geralmente encontrada em rochas ígneas como produto da alteração de minerais máficos como a piroxena, anfíbola e biotite.
Trata-se de um mineral associado a depósitos minerais hidrotermais e ocorre muitas vezes associada a epídoto, sericite, adulária e minerais de sulfureto. Neste tipo de ambiente a clorite pode ser um mineral produzido por alteração metamórfica retrógrada de minerais ferromagnesianos, ou pode estar presente como produto de metassomatismo através da adição de Fe, Mg ou outros compostos à massa rochosa.
A clorite é também um mineral metamórfico comum, geralmente indicativo de metamorfismo de baixa intensidade. É a espécie-diagnóstico da fácies zeolítica e da fácies inferior dos xistos verdes. Ocorre na combinação quartzo, albite, sericite, clorite, granada de xistos pelíticos.
Nas rochas ultramáficas, o metamorfismo pode também produzir clorite (predominantemente clinocloro) em associação com talco. Experiências indicam que a clorite pode ser estável em peridotitos do manto terrestre acima da litosfera oceânica arrastada para baixo por subducção, podendo mesmo estar presente no volume do manto a partir do qual os magmas dos arcos insulares são gerados.

## Membros do grupo da clorite
| Baileycloro   | (Zn,Fe+2,Al,Mg)6(Al,Si)4O10(O,OH)8  |
| Chamosite     | (Fe,Mg)5Al(Si3Al)O10(OH)8           |
| Clinocloro    | (Mg,Fe2+)5Al(Si3Al)O10(OH)8         |
| Cookeíte      | LiAl4(Si3Al)O10(OH)8                |
| Donbassite    | Al2[Al2.33][Si3AlO10](OH)8          |
| Gonyerite     | (Mn,Mg)5(Fe+3)2Si3O10(OH)8          |
| Nimite        | (Ni,Mg,Al)6(Si,Al)4O10(OH)8         |
| Odinite       | (Fe,Mg,Al,Fe,Ti,Mn)2.4(Al,Si)2O5OH4 |
| Ortochamosite | (Fe+2,Mg,Fe+3)5Al(Si3Al)O10(O,OH)8  |
| Pennantite    | (Mn5Al)(Si3Al)O10(OH)8              |
| Ripidolite    | (Mg,Fe,Al)6(Al,Si)4O10(OH)8         |
| Sudoíte       | Mg2(Al,Fe)3Si3AlO10(OH)8            |
Clinocloro, pennantite, e chamosite são as variedades mais comuns. Várias outras subvariedades têm sido descritas. Uma forma de clinocloro com valor gemológico é popularmente designada como serafinite.